# Маскара (покрајина)
Маскара (арап. ولاية معسكر), једна је од 48 покрајина у Народној Демократској Републици Алжир. Покрајина се налази у северозападном делу земље у појасу између Малог и Сахарског планинског венца Атласа.
Покрајина Маскара покрива укупну површину од 5.941 km² и има 780.959 становника (подаци из 2008. године). Највећи град и административни центар покрајине је град Маскара.